# Anna Ciocchetti
Anna Ciocchetti, es una actriz mexicana de origen español, nació en Madrid, España, el 24 de junio de 1968. Es hija única del músico de jazz Franco Ciocchetti (italiano) y de Valentina Millán (española). Es ahijada de María Luisa Merlo, importante actriz española.

## Estudios y trayectoria temprana
Anna inició su vida artística desde temprana edad al integrarse a la banda infantil Dinamita en los años ochenta. Después de dedicar varios años al modelaje profesional, Anna estudió la carrera de actuación con Héctor Mendoza. Paralelamente realizó cursos de teoría dramática con José Luis Ibáñez, así como de Historia del teatro en la Escuela de Arte Dramático en Vercelli, Italia. También se graduó de la Real Academia de Londres en ballet clásico y estudió canto y vocalización. Inició su carrera como actriz en 1989 dentro de la telenovela Mi segunda madre de Televisa, para luego incursionar en cine y teatro. En telenovelas han destacado sus papeles de villana desde el primero que realizó en Alcanzar una estrella. Prosiguieron telenovelas como Yo no creo en los hombres, Las secretas intenciones y Buscando el paraíso. En 1994 deja Televisa para participar en una telenovela del productor Víctor Hugo O'Farrill, A flor de piel, tiempo después se integra a la naciente empresa TV Azteca donde participa en la telenovela Nada personal, donde interpretó un rol de villana. En 1997 se integra al elenco de la telenovela La chacala, para seguirle Todo por amor, Lo que es el amor, Mirada de mujer, el regreso y Belinda, donde volvería a interpretar a una villana que posiblemente sea la más conocida en su carrera televisiva. En 2005 se integraría al elenco de la telenovela Corazón partido, más tarde vendrían  Campeones de la vida, Mientras haya vida, Vuélveme a querer, La loba, Huérfanas y Prohibido amar. En 2013 se integró a las filas de la televisora Argos donde participaría en las telenovelas  Fortuna y Amor sin reserva. En 2015 forma parte de la narconovela de Telemundo, Señora Acero. En 2016 regresa a las filas de Televisa para formar parte de las telenovelas Despertar contigo y Caer en tentación.

## Filmografía

### Televisión
- Fugitivas, en busca de la libertad (2024) - Celia
- Marea de pasiones (2024) - Isela Grajales de Marrero[1]
- Lo que callamos las mujeres (2023) - Paola
- De brutas, nada (2023) - Concepción[2]
- Lotería del crimen (2022) - Constanza[3]
- La herencia (2022) - Catalina Arango del Monte
- Contigo sí (2022) - Cristina Urbina
- Un día para vivir (2021) - Claudia[4]
- Esta historia me suena (2021-2022) - Astrid[5]
- Vencer el desamor (2021) - Refugio
- Sin miedo a la verdad (2019) - Lucrecia Mora "La Brigadier"
- El club (2019) - Mamá de Sofia
- La reina del sur 2 (2019) - Marietta Lancaster
- Caer en tentación (2017-2018) - Azucena
- Érase una vez (2017) - Lucia Cerdeña (Ep. Blanca Nieves)
- Hoy voy a cambiar (2017) - Danny Chat
- Despertar contigo (2016) - Cinthia Madrigal / Isaura Hidalgo
- Señora Acero (2015) - Consuelo
- Amor sin reserva (2014-2015) - Viviana Mendoza Ugalde viuda de Olivaterra
- Prohibido amar (2013-2014) - Alicia Cosio
- Fortuna (2013) - Minerva Constant de Altamirano
- Huérfanas (2011-2012) - Lourdes Vda. de De la Peña
- La loba (2010) - Noelia Torres-Velásquez
- Vuélveme a querer (2009) - Lorenza Acosta de Montesinos
- Mientras haya vida (2007-2008) - Marion Lennox
- Campeones de la vida (2006) - Miriam
- Corazón partido (2005-2006) - Fernanda
- Belinda (2004) - Lucrecia Fuenmayor de Arismendi/de Semprum
- Mirada de mujer, el regreso (2003-2004) - Sara Cárdenas
- Lo que es el amor (2001-2002) - Anabel Cantú
- Todo por amor (2000-2001) - Regina
- La chacala (1997-1998) - Marina
- Nada personal (1996-1997) - Elsa Grajales
- A flor de piel (1994) - Ángela
- Buscando el paraíso (1993-1994) - Lolita
- Las secretas intenciones (1992) - Diana
- Yo no creo en los hombres (1991) - Marisa
- Alcanzar una estrella (1990) - Sharon
- Mi segunda madre (1989) - Ana María

### Teatro
- Sweet Charity (1989)
- La desconfianza (1990)
- Los infiernos (1992)
- Misantropías (1993) (trabajo por el que recibió un premio como mejor actriz)
- Mujer burguesa busca novio (1997)
- El soñador navegante (1998)
- Delito en la Isla de las Cabras (2000)
- Entre villa y una mujer desnuda (2002)
- Baño de damas (obra que le mereció un premio por su trabajo actoral)
- Kroll (2007)
- Una relación pornográfica (obra que le mereció la nominación a mejor actriz protagonista por la Academia de Críticos Teatrales de México)(2007)
- Entre mujeres (2009)
- La casa limpia (2011)
- Aplausos para la directora (2014)
- El chico de la última fila (2015)

### Cine
En el campo cinematográfico, ha participado en los cortometrajes Sandalias de goma de Carlos Sariñana, Por eso no tienes novio de Alejandro Lozano y, más recientemente, en El pez dorado de Patricia Arriaga. En cuanto a largometrajes destacan los filmes 0 y van 4, dirigido por Fernando Sariñana y Así del precipicio, dirigido por Teresa Suárez. Por esta última contribución fue nominada a recibir una Diosa de Plata. Su proyecto cinematográfico más reciente es Cuadros de terror. Tuvo una participación especial en la película Labios rojos junto a Silvia Navarro y Jorge Salinas. En 2009 y 2010 obtuvo un gran éxito en las telenovelas Vuélveme a querer y La loba. Actualmente participa en la filmación de la telenovela Los Minondo, producida por Canal Once.